# Kiwi (ocell)

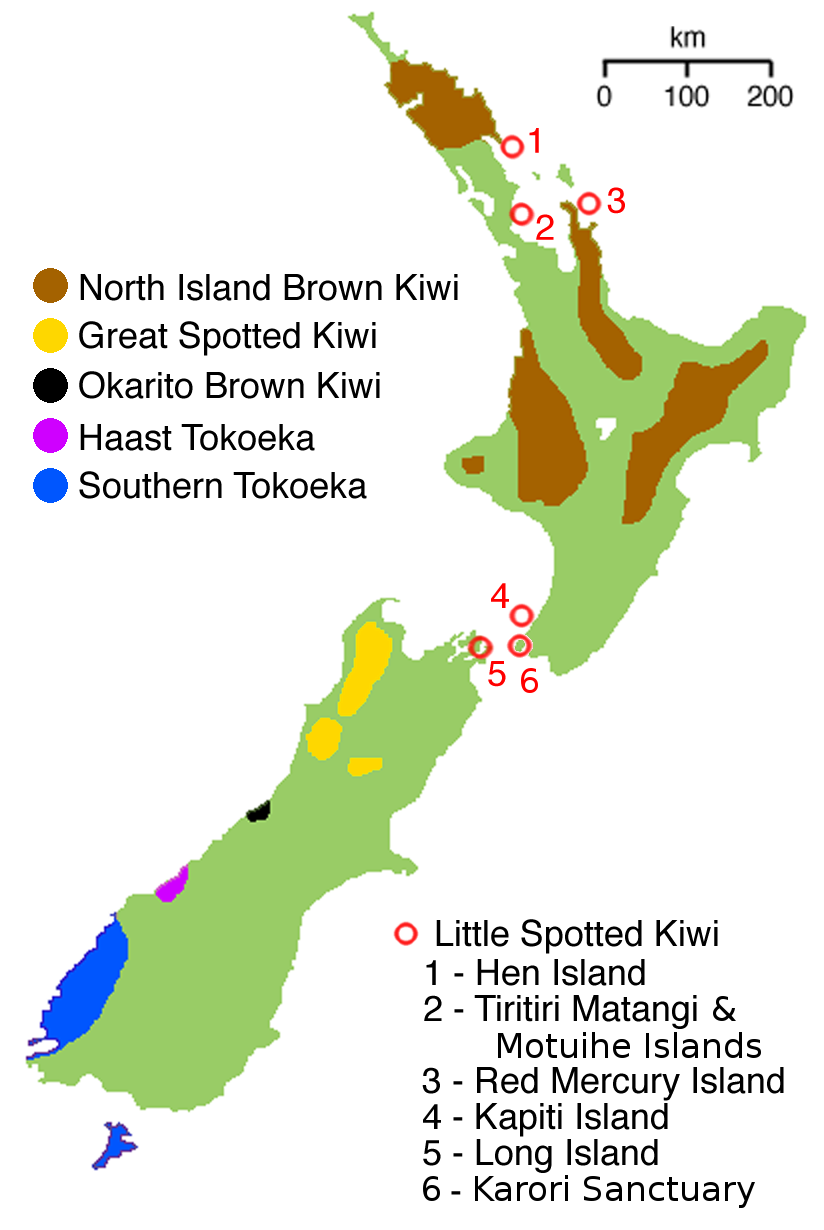
Distribució dels kiwis

S'anomena kiwi qualsevol espècie d'ocell sense ales, de mida petita, endèmic de Nova Zelanda, del gènere Apteryx (l'únic gènere de la família dels apterígids - Apterygidae). De la mida aproximada d'una gallina domèstica, el kiwi és de llarg el més petit dels devoradors de petits vertebrats. Algunes espècies de kiwi estan en perill d'extinció. El nom kiwi és maori d'origen onomatopeic imitant el cant de l'ocell. S'ha convertit en un símbol nacional de Nova Zelanda.

## Hàbitat
Abans o poc després de l'arribada dels primers pobladors humans, al voltant del segle xiii, els únics mamífers naturals de Nova Zelanda eren tres espècies de rat penat, i els espais ecològics que en altres zones del món són comunament reservats per cavalls, llops i rosegadors, eren ocupats per ocells i, en menor mesura, per rèptils.
El kiwi és una criatura nocturna molt tímida, amb un desenvolupat sentit de l'olfacte i, característica totalment inusual als ocells, un nas a la punta del seu llarg bec. Amb aquest nas cerquen l'aliment, introduint-lo a terra, detectant els insectes i d'altres petits invertebrats; també s'alimenten de fruita i, si se'ls hi presenta l'oportunitat, de petites llagostes, amfibis i angules.
Després de la trobada, al principi de l'estació de l'apariament (de juny a març), el kiwi té per costum de viure en parella monògama. La parella fa les seves trobades, al cau de la seva llodriguera, una vegada cada pocs dies, cridant-se l'un a l'altre, en caure la nit. Aquest tipus de relacions estables poden arribar a durar fins a vint anys. (font: KiwiRecovery.org Arxivat 2006-03-07 a Wayback Machine.) Els ous de kiwi poden arribar a pesar la quarta part del pes total de la femella. Normalment només ponen un ou. De tota manera, tenint en compte que la mida del kiwi és comparable a la de la gallina domèstica, els ous d'aquell arriben a ser més de deu vegades grossos la mida dels d'aquesta.

## Taxonomia
- Kiwi tacat gros (Apteryx haastii)
- Kiwi tacat petit (Apteryx owenii)
- Kiwi d'Okarito (Apteryx rowi)
- Kiwi bru de l'Illa del Sud (Apteryx australis)
- Kiwi bru de l'Illa del Nord (Apteryx mantelli)

## Descobriment i documentació
El primer kiwi estudiat pels europeus va ser una pell de kiwi que George Shaw va comprar al capità Andrew Barclay a bord del vaixell Providence, el qual li va dir que li havia estat donada per un caçador de foques a Sydney Harbour, pels volts de 1811. George Shaw li va donar al kiwi el seu nom científic i va dibuixar tota una sèrie d'esbossos on representava l'aspecte que imaginava que havia de tenir l'ocell, inspirant-se en part en un ocell que apareixia a les il·lustracions 1057 i 1058 del volum 24 del The Naturalist's Miscellany de 1813.